# 1955年の中日ドラゴンズ
1955年の中日ドラゴンズ（1955ねんのちゅうにちドラゴンズ）では、1955年の中日ドラゴンズにおける動向を述べる。
この年の中日ドラゴンズは、野口明選手兼任監督の1年目のシーズンである。

## 概要
1954年のリーグ優勝&日本一達成を機に、天知俊一前監督が突然の辞任。天知前監督の後を継いで野口兼任コーチが昇格したこの年は投手陣に杉下茂や石川克彦や伊奈努などが控えるなど、チーム防御率2.02はリーグ2位、打撃陣でも4番の西沢道夫や杉山悟や本多逸郎などが控えており、また野口監督の就任により河合保彦が正捕手の座をつかむなど初優勝時のメンバーは健在だった。チームは4月を首位の阪神・巨人に次ぐ3位と健闘し、7月終了時点では5.5ゲーム差につけて首位奪取が期待された。しかし、8月に入ると投打の歯車がかみ合わなくなり最終的にラストスパートの巨人に突き放され、15ゲーム離されて2位に終わった。投手陣は前年MVPの杉下が26勝、2番手エースの石川が17勝、徳永喜久夫が12勝をあげるなど2ケタ勝利3人を出し、チーム防御率は2.02の2位で、被本塁打も48本でリーグ最少。打撃陣は前年打点王の杉山悟が前年の日本シリーズで頭部に死球を受けた影響から不振に陥り、チームトップの19本塁打を記録するも打点数が減少。それでも1番の本多が盗塁王を獲得し、児玉利一と井上登が打率ベスト10に入るなど健闘した。カード別では最下位の大洋と相性がよく、6月28日から同一カード19連勝、さらに翌年4月まで7連勝を記録するなど2年越しの26連勝を記録した。

## チーム成績

### レギュラーシーズン
| 1 | 中 | 本多逸郎 |
| 2 | 遊 | 岡嶋博治 |
| 3 | 一 | 西沢道夫 |
| 4 | 左 | 杉山悟   |
| 5 | 三 | 児玉利一 |
| 6 | 右 | 原田督三 |
| 7 | 二 | 井上登   |
| 8 | 捕 | 河合保彦 |
| 9 | 投 | 石川克彦 |

| 順位 | 4月終了時 | 4月終了時 | 5月終了時 | 5月終了時 | 6月終了時 | 6月終了時 | 7月終了時 | 7月終了時 | 8月終了時 | 8月終了時 | 9月終了時 | 9月終了時 | 最終成績 | 最終成績 |
| ---- | --------- | --------- | --------- | --------- | --------- | --------- | --------- | --------- | --------- | --------- | --------- | --------- | -------- | -------- |
| 1位  | 大阪      | --        | 巨人      | --        | 巨人      | --        | 巨人      | --        | 巨人      | --        | 巨人      | --        | 巨人     | --       |
| 2位  | 巨人      | 0.0       | 中日      | 3.5       | 大阪      | 9.0       | 中日      | 5.5       | 中日      | 7.5       | 中日      | 15.5      | 中日     | 15.0     |
| 3位  | 中日      | 0.5       | 大阪      | 6.0       | 中日      | 9.0       | 大阪      | 14.5      | 大阪      | 17.5      | 大阪      | 18.5      | 大阪     | 20.5     |
| 4位  | 国鉄      | 4.0       | 国鉄      | 10.0      | 国鉄      | 17.0      | 国鉄      | 21.5      | 国鉄      | 25.5      | 広島      | 32.0      | 広島     | 33.5     |
| 5位  | 大洋      | 4.0       | 大洋      | 12.0      | 広島      | 23.0      | 広島      | 23.5      | 広島      | 28.5      | 国鉄      | 32.5      | 国鉄     | 34.5     |
| 6位  | 広島      | 6.5       | 広島      | 13.5      | 大洋      | 26.0      | 大洋      | 35.0      | 大洋      | 46.0      | 大洋      | 53.0      | 大洋     | 61.5     |

| 順位 | 球団             | 勝 | 敗 | 分 | 勝率 | 差   |
| 1位  | 読売ジャイアンツ | 92 | 37 | 1  | .713 | 優勝 |
| 2位  | 中日ドラゴンズ   | 77 | 52 | 1  | .597 | 15.0 |
| 3位  | 大阪タイガース   | 71 | 57 | 2  | .555 | 20.5 |
| 4位  | 広島カープ       | 58 | 70 | 2  | .453 | 33.5 |
| 5位  | 国鉄スワローズ   | 57 | 71 | 2  | .445 | 34.5 |
| 6位  | 大洋ホエールズ   | 31 | 99 | 0  | .238 | 61.5 |

## オールスターゲーム1955
| コーチ     | 野口明   |          |          |          |        |          |
| ファン投票 | 選出なし |          |          |          |        |          |
| 監督推薦   | 杉下茂   | 河合保彦 | 児玉利一 | 西沢道夫 | 杉山悟 | 原田徳光 |

## 表彰選手
| リーグ・リーダー | リーグ・リーダー | リーグ・リーダー | リーグ・リーダー |
| 選手名           | タイトル         | 成績             | 回数             |
| ---------------- | ---------------- | ---------------- | ---------------- |
| 本多逸郎         | 盗塁王           | 42個             | 初受賞           |

| ベストナイン | ベストナイン | ベストナイン |
| 選手名       | ポジション   | 回数         |
| ------------ | ------------ | ------------ |
| 井上登       | 二塁手       | 初受賞       |
| 児玉利一     | 三塁手       | 初受賞       |